# Jehor Nasaryna
Jehor Anatolijowytsch Nasaryna (ukrainisch Єгор Анатолійович Назарина; * 10. Juli 1997 in Pryluky, Tschernihiw) ist ein ukrainischer Fußballspieler.

## Karriere

### Verein
Er spielte bis 2010 in der Jugend von Yevropa Pryluky und ging dann in die von Dynamo Kiew, wo er bis zur U17 spielte. Zur U19 wechselte er schließlich zum FK Dnipro, wo er auch zur Saison 2016/17 in die zweite Mannschaft vorrückte. Kurz vor dem festen Übergang in die erste Mannschaft, kam er im Mai 2017 dann auch erstmals für diese in der Liga zum Einsatz. Bei dem 1:0-Sieg über PFK Stal Kamyanske wurde er kurz vor Schluss für Wladyslaw Kotscherhin eingewechselt. Dort machte er dann aber keine weiteren Einsätze mehr und so folgte von ihm Anfang 2018 ein Wechsel nach Belgien, wo er nun für Royal Antwerpen auflief. Dort hatte er am 21. Januar 2018 auch gleich sein Debüt, auch in den Playoffs am Ende der Spielzeit 2017/18 kam er noch zum Zug.
In der Folgesaison kam er jedoch nur noch sporadisch zum Einsatz und so ließ er sich dann im September 2019 auch an Karpaty Lwiw verleihen. Bei diesen verblieb er zwar nicht nach der Spielzeit 2019/20 jedoch kehrte er nun fest in die Ukraine zurück, wo er nun bei Sorja Luhansk spielte, wo er 2020 auch in der Europa League sowie im Jahr danach in der Conference League zu Einsätzen kam. Seit September 2022 steht er mittlerweile bei Schachtar Donezk unter Vertrag. Mit denen er in der Saison 2022/23 Meister wurde und er so auch in der Champions League Saison 2023/24 Einsätze hatte.

### Nationalmannschaft
Für die ukrainische U20 und die U21 bestritt er jeweils ein Spiel.
Sein Debüt für die A-Nationalmannschaft hatte er am 9. September 2023 bei einem 1:1 gegen England in der Qualifikation für die Europameisterschaft 2024, wo er zur 90. Minute für Mychajlo Mudryk eingewechselt wurde.